# 刘建明 (1953年)
刘建明（1953年—），陕西安康人，汉族，中华人民共和国政治人物、第十一届全国人民代表大会陕西地区代表。
毕业于中央党校政治经济学专业，是中共党员。安康市市长、安康市委书记。2008年起担任全国人大代表。